# Richard-Wagner-Platz (metropolitana di Berlino)
La stazione di Richard-Wagner-Platz è una stazione della metropolitana di Berlino, sulla linea U7. Prende il nome dall'omonima piazza.
È posta sotto tutela monumentale (Denkmalschutz).

## Storia
La stazione di Richard-Wagner-Platz entrò in esercizio il 28 aprile 1978, come capolinea della nuova tratta da Fehrbelliner Platz della linea 7.
La stazione rimase capolinea fino al 1º ottobre 1980: in tale data venne infatti attivato il prolungamento dalla stazione di Richard-Wagner-Platz a quella di Rohrdamm.
Nel 2018 la stazione di Richard-Wagner-Platz, in considerazione della sua importanza storica e architettonica, venne posta sotto tutela monumentale (Denkmalschutz) insieme ad altre 12 stazioni rappresentative dell'architettura moderna dei decenni post-bellici.

## Strutture e impianti
Il progetto architettonico della stazione fu elaborato da Rainer G. Rümmler; il mezzanino è ornato da mosaici provenienti dalla "Sala dei Minnesänger" del distrutto ristorante "Bayernhof" sulla Potsdamer Straße.

## Interscambi
- Fermata autobus